# 及川キーダ
及川キーダ（おいかわ キーダ、1968年 - ）は、画家、イラストレーター。

## 概要
東京芸術大学卒業。写真家のトシ・オオタ、打楽器奏者のスティーヴ・エトウ等、他ジャンルのアーティストとのコラボレーションによるライヴペインティング、コンサートへのスライド参加等の活動も積極的にこなし、林真理子が女性誌BOAO（マガジンハウス、2008年（平成20年）11月号にて休刊）に於いて連載していた小説のイラストレーション（挿絵）も手掛ける等、多彩な活動を展開している。
かつては女流画家の平岡絵里と組んで、東京・原宿で「パップ・ファクトリー」という画廊兼アーティストのエージェントも経営していた。経営の初期には、写真家の富永剛総も運営メンバーに加わっていた。

## 作品

### 主なイラストレーション掲載誌
- 「VOGUE NIPPON」
- 「VOGUE HOMMES JAPAN」
- 「GQ」
- 「Harper's BAZAAR」
- 「ELLE JAPON 」
- 「ELLE ONLINE」
- 「ELLE a TOKYO」
- 「ELLE KOREA」
- 「marie claire Taiwan」
- 「misc.」(Taiwan)
- 「GQ KOREA」
- 「Noblesse magazine」(Korea)
- 「VOCE」
- 「FRaU」
- 「PS」
- 「La Vie de 30ans」
- 「Vingtaine」
- 「L'officiel Japon」
- 「BOAO（林真理子・連載小説）」
- 「東京カレンダー」
- 「sweet」

### 広告・クライアント
- 「CHANEL」
- 「Dior」
- 「ELLE JAPON + SUBARU R2」
- 「愛宕ヒルズ」
- 「アークヒルズ」
- 「青葉台東急スクエア」
- 「coigirlmagic」
- 「ボルヴィック + ELLE DECO」
- 「PS（小学館）」

### CDジャケット
- 「ディズニー・ミーツ・ジャズ」（Walt Disney トリビュートアルバム / avex）
- 「08」The Thirill  (Blowout RECORDS)
- 「Ludic」スブリーム & 三宅純 (videoarts music)

### ファッション・コラボレーション
- 「Reem」
- 「People Tree」
- 「coigirlmagic」
- 「STYLISM」
- 「HISUI」
- 「yan de hafuri (with Maki Hayazono / ROUROU) 」

### 展覧会
- 1994年（平成6年） - 「銀座九美洞ギャラリー」 (東京)
- 2000年（平成12年） - 「Mixed drawings 」(VIVE LA VIE / 東京)
- 2001年（平成13年） - 「STRAIGHT NO CHASER」（Firekingcafe / 東京)
- 2002年（平成14年） - 「SOLO」-LE PITTORESQUE AU JAPON- (Gallery SAPANA + / 東京)
- 2003年（平成15年） - 「Keeda Oikawa Spring Collection 2003」（cafe Q / 東京)
- 2003年（平成15年） - 「WHO'S FULL FOOL?」Keeda Oikawa Tokyo Collection 2003 ( Spuma / 東京)
- 2005年（平成17年） - 「JAPANESE ILLUSTRATORS」(a taste of art gallery / トライベッカ・ ニューヨーク)
- 2005年（平成17年） - 「MY MOLESKINE EXHIBITION 2005」(青山ブックッセンター / 東京）
- 2006年（平成18年） - 「MY MOLESKINE EXHIBITION 2006 KANSAI」（ブックファースト梅田店 / 大阪）
- 2010年（平成22年） - 「"Hrere's That Rainy Day" at Fireking Cafe 」（Fireking Cafe / 東京）

### トシ・オオタ＋及川キーダコラボレーション展示
- 2000年（平成12年） - 「ブエナ・ビスタ・ソシアル・クラブ・イン・トーキョー」ゲスト参加 (VIVE LA VIE / 東京)
- 2000年（平成12年） - 「'Bjork to Bjork' Toshi.OTA to Keeda」 (VIVE LA VIE / 東京)
- 2000年（平成12年） - 「Mixed doubles」(佐賀町エキジビットスペース / 東京)
- 2000年（平成12年） - 「Mixed 」(レナウン本社ビル / 東京）
- 2001年（平成13年） - 「NEW YORK TO TOKYO -MEET YOU AT THE JAZZ CORNER OF THE WORLD- 」（Firekingcafe / 東京)
- 2002年（平成14年） - 「Mixed ?」Toshi.OTA + Keeda スライド・プロジェクション (ティアラこうとう/ 東京)
- 2002年（平成14年）- 2003年（平成15年） - 「LE PITTORESQUE AU JAPON 2003-2004」(東京日仏会館/ 東京）
- 2002年（平成14年）- 2003年（平成15年） - 「LE PITTORESQUE AU JAPON」Toshi.OTA + Keeda（VIVE LA VIE ・cafe Q / 東京)
- 2004年（平成16年） - 「LE PITTORESQUE AU JAPON '05」(MUSEO PICTORICO/ 東京)
- 2005年（平成17年） - 「WABI SABI PARTY - LE PITTORESQUE AU JAPON」 (JAVA CAFE / カンボジア・プノンペン)
- 2006年（平成18年） - 「Mixed 2006 - Ouistiti -」(The Pink Cow / 東京）
- 2006年（平成18年） - 「LE PITTORESQUE AU JAPON WITH STOREHOUSE 2006」（ギャラリー・エフ/ 東京）
- 2007年（平成19年） - 「LE PITTORESQUE AU JAPON 2007」 日中合同展覧会「Yi Dong (逸動)」（リヒテンシュタイン美術館/ フェルトキルヒ・オーストリア）

### ライヴ・ペインティング
- エピゾ・バングーラ（アフリカン・パーカッション）
- 八木美知依 （箏奏者）
- Jason Roebke (Bass)
- Sublime (French Vocal)
- 三宅純 (composer)
- 友吉鶴心 (薩摩琵琶奏者）
- スティーヴ・エトウ(percussion)
- エミ・エレオノーラ(vocal & accordion, piano)、
- 堂本剛ソロコンサート
- タマトミカ
- オペラ「ファウストの劫罰」ベルリオーズ生誕200周年記念フェスティバル (指揮：マルグリット・フランス)